# Батавська республіка

Департаменти Батавської республіки

Батавські департаменти у 1801

Бата́вська респу́бліка (нід. Bataafse Republiek, Bataafsche Republiek (у тогочасному правописі); фр. République Batave) — спадкоємець Республіки семи об'єднаних провінцій Нідерландів. Вона була проголошена 19 січня 1795 року, а припинила існування 5 червня 1806 року, коли Людовик I вступив на престол Голландії. З жовтня 1801 р. вона була відома як Батавська співдружність (нід. Bataafs Gemenebest). Обидві назви відносяться до германського племені Batavi, що представляють як голландське походження, так і їх давнє прагнення до свободи в їхніх націоналістичних переказах.
На початку 1795 року втручання французьких революційних військ призвело до падіння старої голландської республіки. Нова республіка користувалася широкою підтримкою голландського населення і була результатом справжньої народної революції. Тим не менш, вона явно була заснована за збройної підтримки революційної Французької республіки. Батавійська республіка стала державою-клієнтом, першою з так званих «сестринських республік», а пізніше частиною Французької імперії Наполеона Бонапарта. На її політику глибоко впливали французи, які підтримали не менше трьох державних переворотів для приведення до влади різних політичних фракцій, яким сприяла Франція в різні моменти свого власного політичного розвитку. Однак процес створення голландської письмової конституції в основному був обумовлений внутрішніми політичними факторами, а не французьким впливом, поки Наполеон не змусив голландський уряд прийняти свого брата монархом.
Політичні, економічні та соціальні реформи, які були здійснені протягом порівняно короткого часу Батавської республіки, мали тривалий вплив. Конфедеративна структура старої Голландської республіки була назавжди замінена унітарною державою. Вперше в історії Нідерландів конституція, яка була прийнята в 1798 році, мала справді демократичний характер. Деякий час республікою керували демократично, хоча державний переворот 1801 року привів до влади авторитарний режим, після чергової зміни конституції. Тим не менш, пам'ять про цей короткий експеримент з демократією допомогла згладити перехід до більш демократичного уряду в 1848 році (перегляд конституції Йоханом Рудольфом Торбекке, що обмежує владу короля). Тип міністерського уряду був введений вперше в історії Голландії, і багато чинних урядових відомств датують свою історію цим періодом.
Хоча Батавська республіка була державою-клієнтом, її уряди, що змінювали один одного, намагалися з усіх сил підтримувати хоч якусь незалежність і служити інтересам Нідерландів навіть там, де вони стикалися з інтересами своїх французьких наглядачів. Ця впертість багато в чому призвела до загибелі республіки, коли нетривалий експеримент із (знову авторитарним) режимом «великого пенсіонарія» Рутгера Яна Схиммелпеннінка породив недостатню слухняність в очах Наполеона. Новий король, Людовик Бонапарт (брат Наполеона), на диво також не по-рабськи дотримувався французьких диктатів, що призвело до його падіння.

## Передумова
Останні дні Голландської республіки, яка керувала Нідерландами з кінця XVI століття, були досить насиченими. Поразка в четвертій англо-голландській війні призвела до втрати багатьох з плантаційних колоній голландців, тому партія патріотів повстала проти авторитарного режиму штатгальтера Вільгельма V, але була швидко переможена військами зятя Вільгельма Фрідріха Вільгельма II Прусського у вересні 1787 року. Більшість патріотів вирушила у вигнання до Франції, в той час як власний «Ancien Régime» Голландії посилив контроль над урядом Нідерландів головним чином через оранжистського великого пенсіонарія Лауренса Пітера ван де Спігеля. Цей de facto статус англо-прусського протекторату був офіційно оформлений на міжнародному рівні в 1788 році Актом про гарантії (для якого Велика Британія і Пруссія виступали гарантами) і Потрійним союзом між Голландською Республікою, Росією і Великої Британією. Нідерланди були лише пішаком для великих держав.
Французька революція охопила багато політичних ідей, які патріоти висловлювали у власному повстанні. Патріоти з ентузіазмом підтримали революцію, і коли французькі революційні армії почали поширювати революцію, патріоти приєдналися, сподіваючись звільнити власну країну від її авторитарного ярма. Штатгальтер приєднався до нещасливої Першої коаліції країн у спробі підкорити раптово антиавстрійську Першу французьку республіку.

## Історія
Вступ Батавської республіки в травні 1795 у військово-політичний союз з Францією поклав початок залежності держави від Франції та зумовив її участь у війнах Франції проти антифранцузької коаліції.
Для внутрішньополітичного розвитку Батавської республіки була характерна гостра боротьба дрібних та середніх купців і промисловців за підтримки народних мас проти засилля великих торговців і фінансової олігархії. Проєкт конституції Батавії, підготовлений скликаними 1 березня 1796 року Національними зборами, в яких переважали представники великого бюргерства, був відкинутий переважною більшістю населення. Отримавши перевагу на наступних виборах (січень 1798), радикальні елементи усунули від влади консерваторів і запропонували конституцію (1798), відповідно до якої були ліквідовані залишки феодалізму в країні.
Реакційний переворот, здійснений в червні 1798 року, завадив проведенню в життя демократичних прав і свобод, проголошених цією конституцією. У 1801 році Батавії була нав'язана нова конституція, що скасувала всі демократичні завоювання. 1805 року за наполяганням Наполеона I на чолі Батавії було поставлено так званого «великого пенсіонарія» Р. Я. Схіммелпеннінка, що мав диктаторські повноваження.
У травні—червні 1806 Наполеон перетворив Батавію у Голландське королівство (існувало в 1806—1810 роки), проголосивши королем свого брата Луї (Людовика) Бонапарта.